# Donny the Punk

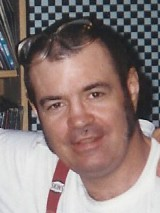
Donny the Punk

Donny the Punk oder Stephen Donaldson, eigentlich Robert A. Martin, Jr. (* 27. Juli 1946 in Norfolk, Virginia; † 18. Juli 1996 in New York) war ein US-amerikanischer Aktivist für Gefangenenrechte. Er war der Gründer der Organisation „Stop Prisoner Rape“ und eine angesehene Persönlichkeit in der Punk- und der antirassistischen Skinheadbewegung der USA.

## Leben
Stephen Donaldson wurde in den USA geboren. Er nahm am Protest gegen den Vietnamkrieg teil und wurde bei einer Quäker-Friedensdemonstration 1973 vor dem Weißen Haus verhaftet. Im Gegensatz zu anderen Demonstrationsteilnehmern weigerte er sich aus Prinzip, die 10 $ Buße zu bezahlen.
Er wurde daraufhin in einen Gefängnisteil mit Gewaltverbrechern eingeschlossen und in den folgenden 24 Stunden Dutzende Male anal und oral vergewaltigt. Nach der Einlieferung in ein Spital berief er eine Pressekonferenz ein und machte die Vergewaltigungen öffentlich. Er war damit der erste Aktivist, der das Thema der Vergewaltigung von Männern in den USA bekannt machte.
Als Folge dieser ersten Erfahrungen hatte er schwere psychische Probleme und landete öfters wieder in Gefängnissen. Das Wort punk in seinem Namen kommt ursprünglich aus der Umgangssprache der Insassen, wo es einen Gefangenen bezeichnet, der mit einem anderen Gefangenen Sex gegen Beschützung austauscht. „Donny the Punk“ wurde Stephen Donaldsons neue Identität, die er sich auf Shirts und Gürtelschnallen schreiben ließ.
Daneben war er bei vielen Punkmusik-Konzerten anzutreffen, schrieb für viele Fanzines Artikel und Interviews und hatte Auftritte als Spoken-Word-Künstler.
Von 1988 bis zu seinem Tod war Stephen Donaldson Präsident der Organisation „Stop Prisoner Rape“, die sich für die Prävention von Vergewaltigungen in Gefängnissen einsetzt und Opfern bei der Verarbeitung von psychischen und physischen Folgen hilft. Er starb im Juli 1996 mit 49 Jahren an den Folgen von AIDS.
1997 widmete der Rotterdamer Hardcore-Techno-DJ und Produzent Paul Elstak zusammen mit der Punkband Teenage Warning Stephen Donaldson sowie dem niederländischen Musiker Peter Slaghuis die Veröffentlichung Brohymn, die ein Cover des Lieds Bro Hymn der Punkband Pennywise ist.